# بيجو 605
605 بيجو هي سيارة نفعية التي تنتجها الشركة المصنعة بيجو الفرنسية بين عامي 1989 و 1999، مع عملية شد وجه في عام 1995.

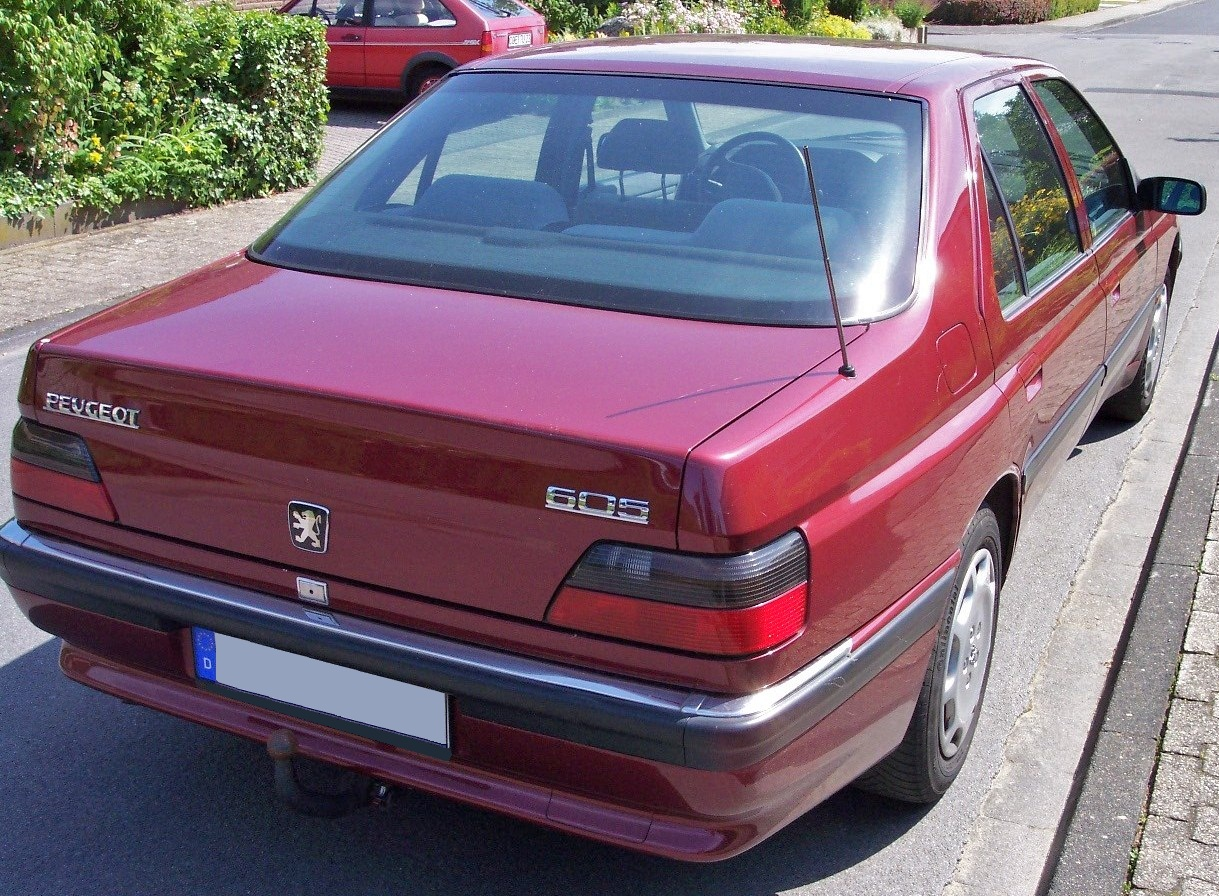
بیجو 605 من الخلف

## نشأتها
كانت 605 سيارة صالون مبنية على منصة نفس XM سيتروين، وكانت خلفا لبيجو 604 فاشلة التي خرجت من الإنتاج 4 سنوات في وقت سابق. وهكذا تم استبدال الشعبية بيجو 505 من قبل سيارتين - السيارة العائلية الكبيرة 405، و605 سيارة.
وكانت مستويات معداتها عالية، والداخلية الفاخرة، وقيادة سلسة، ومعالجة استثنائية لنقاط القوي ل605. لكنه جاهد بيجو دائما لتحقيق النجاح مع السيارات الكبيرة خارج فرنسا، وكان 605 لا يختلف. كانت مشابهة جدا في التصميم والمظهر إلى أصغر بيجو 405 لقيادة قسط السعر، في حين أن لوحة أجهزة القياس لها كما وجه انتقادات لتصميمها لا روح فيه.
فانها تتحمل أيضا تشابه قوي البصرية إلى أصغر بيجو 405